# Dòlar fijià
El dòlar fijià (en anglès Fijian dollar o, simplement, dollar) és la moneda oficial de les illes Fiji. Normalment s'abreuja $, o FJ$ per diferenciar-lo del dòlar dels Estats Units i d'altres tipus de dòlars. El codi ISO 4217 és FJD. Se subdivideix en 100 cents o cèntims.
Fiji va fer servir el dòlar per primera vegada el 1867 i fins al 1873, en què fou substituït per la lliura esterlina arran de la colonització britànica. Aquests primers dòlars equivalien a un dòlar de plata dels Estats Units. El dòlar es va reintroduir el 1969 en substitució de la lliura de Fiji (continuadora de la lliura esterlina) a raó de 2 dòlars per lliura.
Emès pel Banc de Reserva de Fiji (Reserve Bank of Fiji), en circulen monedes d'1, 2, 5, 10, 20 i 50 cèntims i d'1 dòlar, i bitllets de 2, 5, 10, 20, 50 i 100 dòlars.

## Taxes de canvi
- 1 EUR = 2,22896 FJD (29 de juny del 2006)
- 1 USD = 1,77940 FJD (29 de juny del 2006)